# Victoria von Winterfeldt
 Victoria von Winterfeldt, geb. Contag (geb. 5. August 1906 in Graudenz; gest. 1973) war eine deutsche Sinologin.

## Leben
Sie studierte von 1924 bis 1925 an der Universität Wien Kunstgeschichte, von 1925 bis 1930 an der Universität Frankfurt am Main Kunstgeschichte, Geschichte, Philosophie, Sanskrit, von 1930 bis 1931 an der Friedrich-Wilhelms-Universität zu Berlin Geisteswissenschaften und Sinologie, von 1931 bis 1932 in Frankfurt am Main Sinologie und 1932 an der Universität Hamburg Sinologie. Nach der Promotion 1932 in Hamburg und der Habilitation 1950 an der Universität Mainz war sie dort von 1954 bis 1957 Privatdozentin für Sinologie und von 1957 bis 1968 außerplanmäßige Professorin für Sinologie.

## Schriften (Auswahl)
- Die sechs berühmten Maler der Ch'ing-Dynastie. Leipzig 1940, OCLC 831331098.
- Die beiden Steine. Beitrag zum Verständnis des Wesens chinesischer Landschaftsmalerei. Braunschweig 1950, OCLC 568160787.
- Zwei Meister chinesischer Landschaftsmalerei, Shih-t'ao und Shih-ch'i. Ein Beitrag zum Verständnis des Wesens chinesischer Landschaftsmalerei. Baden-Baden 1955, OCLC 794660001.
- mit Chi Chien Wang: Seals of Chinese painters and collectors of the Ming and Chʿing periods. Reproduced in facsimile size and deciphered. Hong Kong 1966, OCLC 30297535.